# Kościół Najświętszego Serca Pana Jezusa w Brojcach
Kościół Najświętszego Serca Pana Jezusa – rzymskokatolicki kościół parafialny należący do parafii pod tym samym wezwaniem (dekanat Gryfice archidiecezji szczecińsko-kamieńskiej).

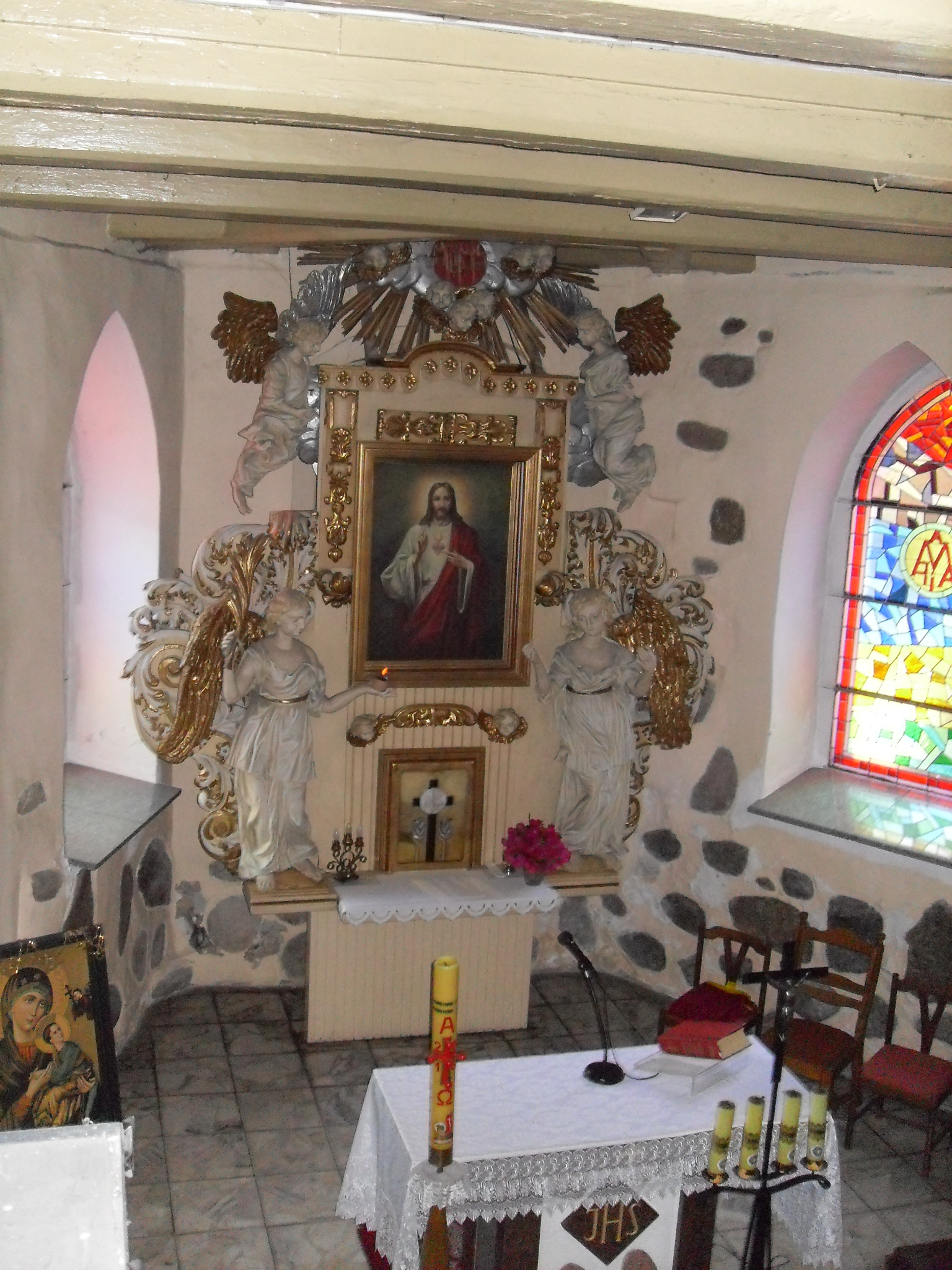
Wnętrze świątyni

Świątynia została wzniesiona jako gotycka, w XV wieku. Wnętrze nakrywa drewniany, belkowany strop. Ściany kościoła są jasne i otynkowane, w niektórych miejscach jest widoczny element budulcowy – głazy. W wyodrębnionym niewielkim podwyższeniem prezbiterium znajduje się barokowy ołtarz, który powstał w XVIII wieku jako ołtarz ambonowy. Pierwotnie posiadał wysunięty do przodu trójkątny baldachim i korpus ambonowy w części środkowej. Po 1978 roku został przebudowany, obecnie nie ma ambony i baldachimu. W centralnej części jest umieszczony obraz Najświętszego Serca Pana Jezusa. Pod nim zostało usytuowane tabernakulum. Ołtarz ozdabia akantowy złoconym ornament oraz putta. Budowla posiada również renesansową chrzcielnicę, ufundowaną przez rodzinę von Manteuffel około 1630 roku. Do wyposażenia świątyni należy także empora chórowa z prospektem organowym z XIX wieku i balustradą ozdobioną kręconymi kolumienkami. Sześciogłosowe organy zostały wykonane przez szczecińską firmę Grüneberg w 1910 roku. Budowla została poświęcona w dniu 1 lipca 1945 roku.